# Xã Muskegon, Michigan
Xã Muskegon (tiếng Anh: Muskegon Township) là một xã thuộc quận Muskegon, tiểu bang Michigan, Hoa Kỳ. Năm 2010, dân số của xã này là 17.840 người.